# Макдональд, Стюарт Кэмпбелл
Стюарт Кэмпбелл Макдональд (англ. Stuart Campbell McDonald; род. 2 мая 1978, Глазго, Великобритания) — британский шотландский юрист и политик.
Член Шотландской национальной партии. Член парламента Великобритании от округа Камбернолд, Килсайт и Восточный Керкинтиллох с 2015 года. Член специального комитета по внутренним делам в Палате общин Великобритании. В 2015—2021 годах был министром по вопросам иммиграции и генеральным прокурором теневого кабинета Шотландской национальной партии. С 2021 года является министром внутренних дел теневого кабинета Шотландской национальной партии.

## Личная жизнь
Родился 2 мая 1978 года в Глазго. Вырос в деревне Милтон-оф-Кэмпси в Стерлингшире. В 1990—1996 годах обучался в Килсайтской академии. В 1996 году поступил в Эдинбургский университет, который с отличием окончил в 2001 году со степенью бакалавра права и дипломом юридической практики. Во время обучения в университете с 1997 по 1998 год изучал европейское и сравнительное правоведение по программе Эразмус в Лёвенском университете.
Завершив образование, поступил на службу стажёром в юридическую контору Симпсона и Марвика, в которой работал с октября 2001 по июль 2003 года. Затем перешёл на работу в Центральное юридическое бюро Национальной службы здравоохранения Шотландии на должность юрисконсульта, которую занимал в период с июля 2003 по ноябрь 2005 года. В 2005 году Макдональд поступил на работу в Иммиграционную консультационную службу на место поверенного по правам человека. В ноябре 2009 года перешёл на новое место главы информационно-аналитического отдела в парламенте Шотландии.
В феврале 2013 года уволился с прежнего места работы и стал главой информационно-аналитического отдела кампании референдума о независимости Шотландии «Да Шотландии». Эту должность он занимал до референдума о независимости 18 сентября 2014 года. Непосредственно перед своим избранием Палату общин Великобритании Макдональд работал сотрудником по связям с парламентом и общественностью в Коалиции за расовое равенство и права — благотворительной организации в Глазго.
Стюарт Кэмпбелл Макдональд — открытый гомосексуал. Вместе с другими членами Шотландской национальной партии из числа ЛГБТ в парламенте Великобритании, в 2015 году он поддержал сторонников референдума по разрешению однополых браков на территории Ирландии.

## Политическая деятельность
В декабре 2014 года Макдональд был единогласно официально выдвинут в качестве кандидата от Шотландской национальной партии в округе Камбернолд, Килсайт и Восточный Керкинтиллох, который назвал своим «домашним участком». На парламентских выборах в Великобритании 2015 года он победил с 59,9 % голосов и большинством в 14 752 голосов. В дальнейшем он переизбирался ещё дважды; последний раз на выборах 2019 года.
В парламенте Макдональд, имея опыт работы иммиграционным юристом, получил места теневого министра по вопросам иммиграции и генерального прокурора в теневом кабинете Шотландской национальной партии, которые занимал с 2015 по 2021 год. В феврале 2021 года он был назначен теневым министром внутренних дел теневого кабинета Шотландской национальной партии.